# ユーグ4世 (ブルゴーニュ公)
ユーグ4世（フランス語：Hugues IV, 1213年3月9日 - 1271年10月27日）は、ブルゴーニュ公（在位：1218年 - 1271年）。ウード3世とその2番目の妃アリックス・ド・ヴェルジーの息子。

## 生涯
1218年に父の死去により公位を嗣いだ。
1237年、ユーグ4世はシャロン伯ジャン1世と取引し、自身のサロン男爵領とジャン1世のシャロン伯領およびオーソンヌ（Auxonne）伯領を交換した。これによりブルゴーニュ公領は拡大し、ワイン貿易により経済的な利益を得た。
1239年、ユーグ4世はナバラ王テオバルド1世が率い、神聖ローマ皇帝フリードリヒ2世 が支援したバロン十字軍に参加した。ブルゴーニュ軍はコーンウォール伯リチャードと同盟を結んでアシュケロンを再建し、1241年にエジプトと和平交渉を行った。ユーグ4世は1266年にテッサロニキ王国の名目上の王とされたが、王国はすでに40年以上前にエピロス専制侯国により奪還されていた。
ユーグ4世は1271年10月27日にヴィレンヌ＝アン＝デューモワにおいて60歳で死去した。

## 子女
16歳のときに、17歳であったドルー伯ロベール3世の娘ヨランドと結婚し、以下の子女をもうけた。
- ウード（1230年 - 1269年） - ヌヴェール伯およびオセール伯。娘マルゲリータ・ディ・ボルゴーニャはナポリ王シャルル・ダンジューの2番目の王妃となる。
- ジャン（1231年 - 1268年） - ブルボン女子相続人アニェスと結婚した。娘ベアトリスはクレルモン伯ロベールと結婚し、ブルボン家の祖となった。
- アリックス（1233年 - 1273年） - ブラバント公アンリ3世妃
- マルグリット（1230年代 - 1277年） - モン＝サン＝ジャン領主ギヨーム3世と結婚[7]、のちリモージュ子爵ギー6世と結婚[7]。
- ロベール（1248年 - 1306年） - 長男のウード、次男のジャンが早世したため、ブルゴーニュ公を継承。

45歳のときにナバラ王テオバルド1世の王女ベアトリスと再婚し、以下の子女をもうけた。
- ベアトリス（1260年 - 1328年） - ラ・マルシュ伯ユーグ13世・ド・リュジニャンと結婚
- ユーグ（1260年 - 1288年） - モンレアル領主、アヴァロン子爵。シャロン伯ジャン1世の娘マルグリットと結婚。
- マルグリット（? - 1300年以降） - アルレ領主ジャン1世・ド・シャロン＝アルレ（アンスカリ家）と結婚[9]
- ジャンヌ（? - 1295年） - 修道女
- イザベル（イザベラ、エリザベート）（1270年 - 1323年） - ローマ王ルドルフ1世の2番目の妃[9]